# Le Mans Prototype

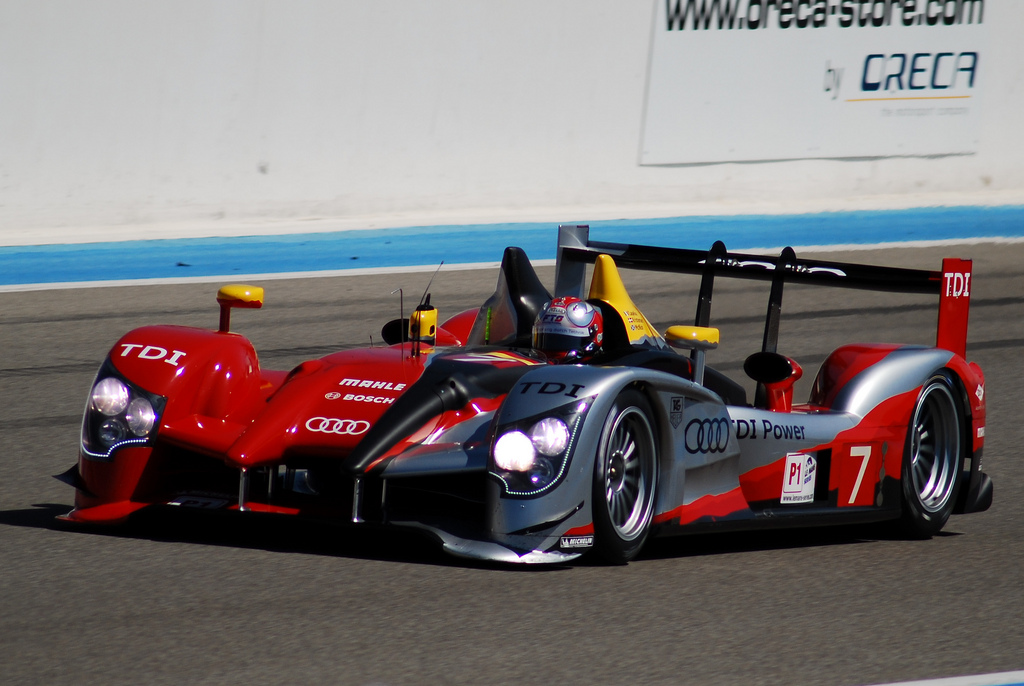
Une Audi R15 TDI Plus au Castellet (LMS) en 2010 - Voiture LMP1 « ouverte ».

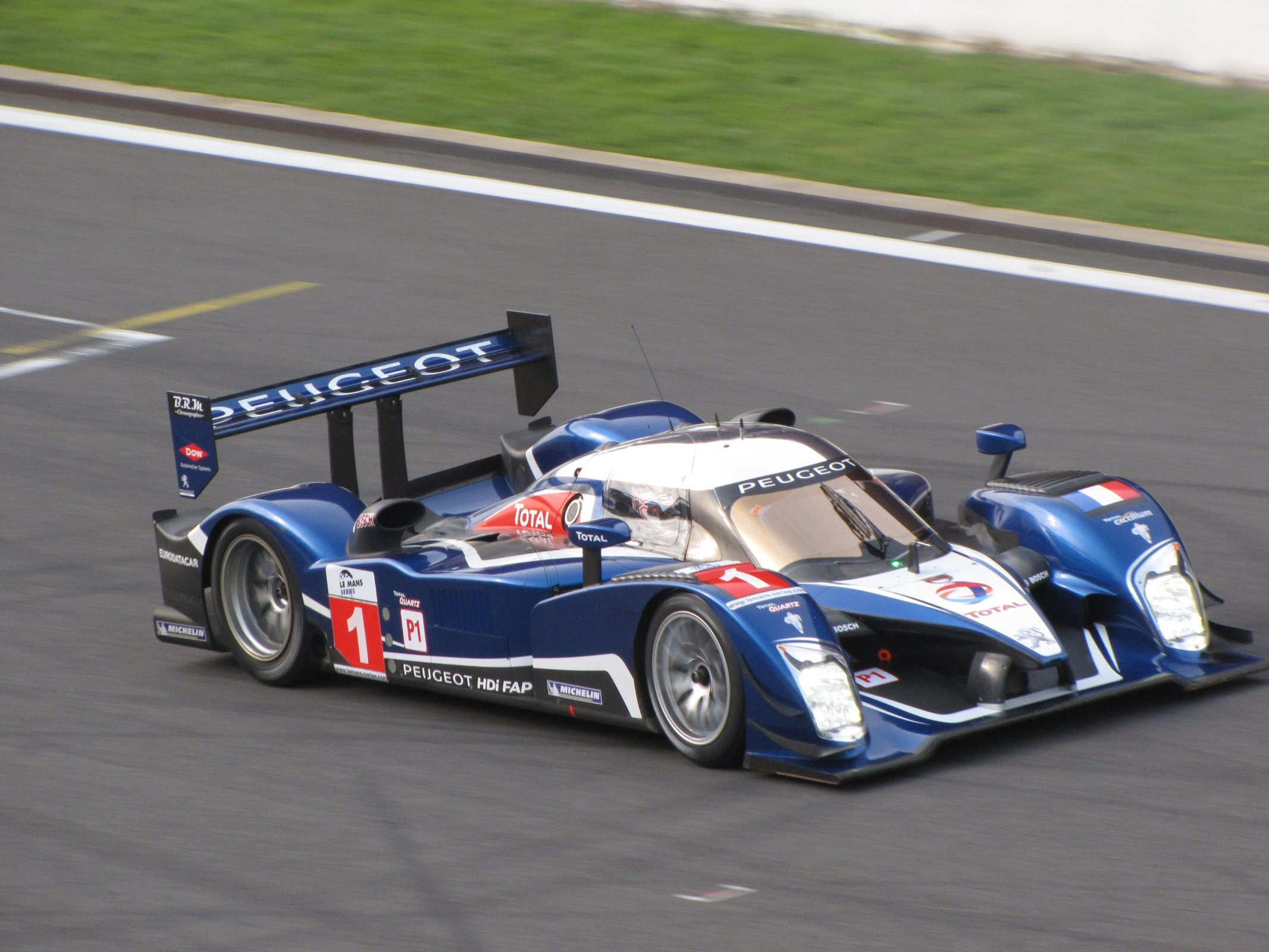
Une Peugeot 908 HDi FAP à Spa (LMS) en 2010 - Voiture LMP1 « fermée ».

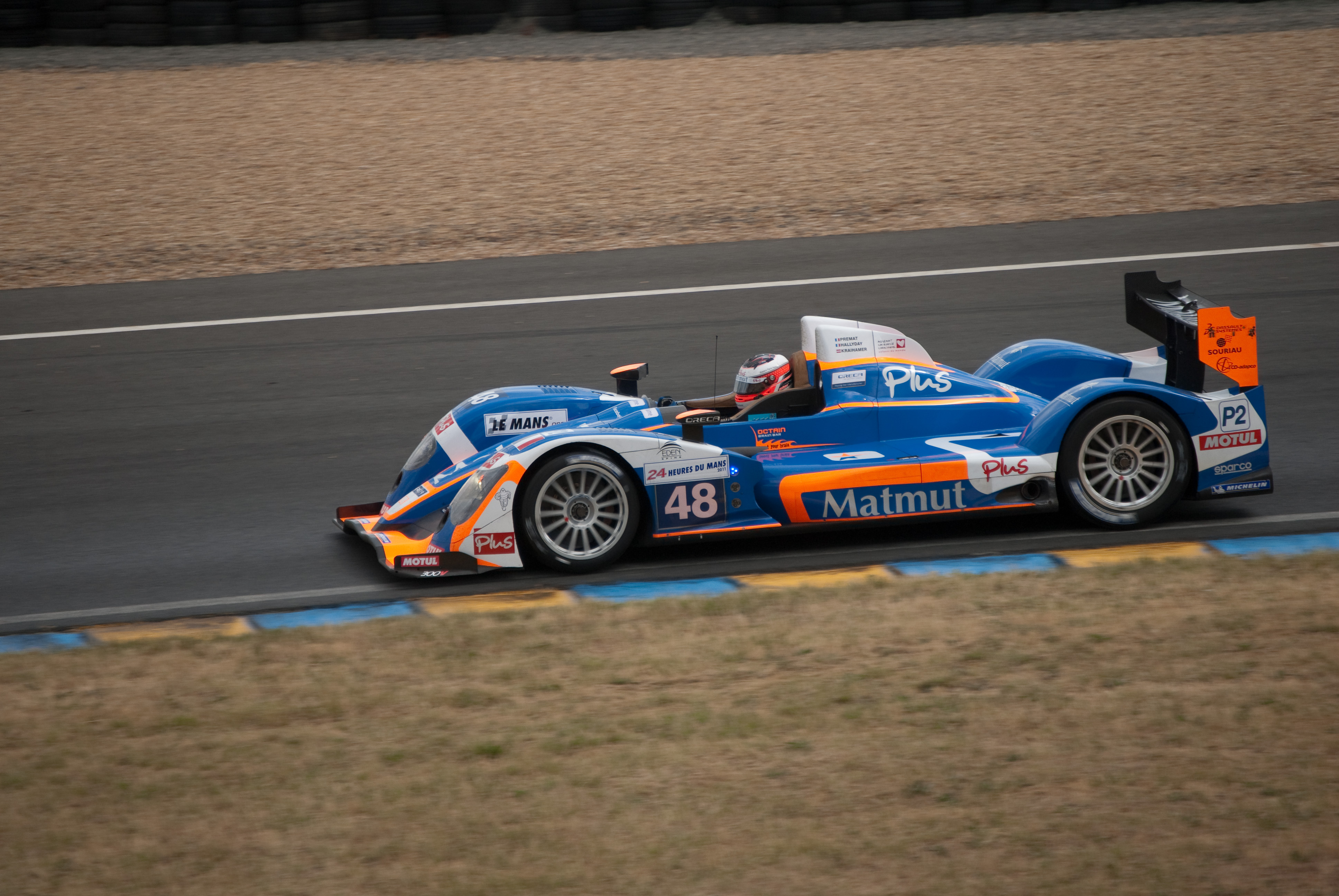
Une Oreca 03 aux 24 Heures du Mans en 2011 - Voiture LMP2 « ouverte ».

Le Mans Prototype ou LMP est une catégorie de voiture de compétition, faisant partie de la famille des sport-prototypes, principalement connue pour participer aux 24 Heures du Mans, au championnat du monde d'endurance FIA (WEC), à l'United SportsCar Championship, anciennement à l'American Le Mans Series aux États-Unis, ainsi que l'European Le Mans Series en Europe et l'Asian Le Mans Series en Asie. Ces voitures, dont la réglementation technique a longtemps été établie par l'Automobile Club de l'Ouest (ACO), sont exclusivement développées pour la compétition sur piste. Elles répondent au règlement technique fixé par la Fédération internationale de l'automobile pour le WEC.
Elles font partie des voitures les plus rapides sur circuit, et constituent une classe supérieure à la catégorie Grand Tourisme au côté desquelles elles concourent. Les performances et le développement technologique atteints en ont fait la catégorie reine de l’endurance.
À partir de 2021, la nouvelle catégorie Le Mans Hypercar apparaît, pour remplacer la catégorie reine LMP1 au sommet de l'endurance. À partir de 2023, plus aucune LMP1 n'est admise dans le Championnat du monde d'endurance FIA (WEC).

## Règlements techniques
- LMP1 : poids minimum de 875 kg pour les voitures hybrides à essence et les Diesel et de 855 kg pour les non-hybrides. La cylindrée maximale est de 5 500 cm3 pour les véhicules non-hybrides et est totalement libre pour les hybrides[2]. Un système de récupération de l'énergie cinétique (SREC) est autorisé pour les LMP1 par les moyens de volant d'inertie ou par système électrique, l'énergie restituée ne doit pas être supérieure à 500 kJ. Une voiture est considérée comme hybride si elle peut couvrir l’intégralité de la voie des stand à 60 km/h en utilisant uniquement son moteur électrique[3]. La restitution d'énergie peut s'effectuer sur les roues arrière ou sur les roues avant, mais dans ce dernier cas, l'utilisation du système est proscrite en dessous de 120 km/h en 2012[4]. La catégorie LMP1 est destinée plus particulièrement aux constructeurs mais se divise en deux sous-catégories; les prototypes hybrides réservés aux grands constructeurs et les non-hybrides réservés aux écuries privées[5].
- LMP2[6] : poids minimum de 900 kg. Cylindrée maximale : 5 000 cm3 et 8 cylindres maximum pour les moteurs atmosphériques, 3 200 cm3 et 6 cylindres maximum pour les moteurs suralimentés (mono-turbo), ou 2 500 cm3 pour les Diesel suralimentés. Le moteur doit être homologué et venir de la série.
La catégorie LMP2 est destinée plus particulièrement aux équipes privées. En 2015, le prix des châssis est plafonné à 370 000 euros. Pour les voitures fermées, le prix ne doit pas dépasser les 450 000 euros. Le prix des moteurs est plafonné à 80 350 euros. Trois moteurs sont disponibles (Nissan, Honda, Judd), et de nombreux châssis (Oreca, Morgan, Zytek/Gibson, Honda, Dome, Ligier, Alpine, etc.).
La catégorie subit une évolution majeure en 2017 avec notamment la disparition des prototypes « ouvert ». Les écuries doivent également faire le choix entre quatre châssis homologués par la FIA (Dallara, Onroak Automotive (Ligier), Oreca ou l'association Riley/Multimatic) et se voient imposer l'utilisation d'un V8 de quatre litres développant 600 ch fabriqué par Gibson Technology. Cosworth Electronics est chargé de la partie électronique des moteurs[7],[8]. 
La période 2028-2032 sera celle d'une nouvelle génération de LMP2. A l'issue des appels d'offres pour celle-ci, deux constructeurs ont été retenus : Ligier Automotive avec le chassis JS P228 et Oreca. Le moteur sera toujours fourni par Gibson Technology, il sera turbocompressé.[réf. nécessaire]

- LMP3[6] : catégorie d'« entrée » créée en 2015. Poids minimum de 900 kg. Moteur unique (Nissan V8 de 5 L développant 420 ch puis V6 Toyota préparé par Oreca), châssis ouvert à tous les constructeurs. Le coût de la voiture complète ne doit pas excéder 195 000 euros.

Les catégories LMP1 et LMP2 permettent d'utiliser une carrosserie « ouverte » (pare-brise facultatif) ou « fermée » (pare-brise, toit, et portes de chaque côté du véhicule) alors que les LMP3 sont obligatoirement fermées. Les voitures doivent permettre l'installation d'un siège passager.
Le pilote, en tenue de conduite complète, assis en position normale, ceintures de sécurité attachées et volant en place, doit pouvoir s'extraire de la voiture (ouverte ou fermée) en moins de 7 secondes.
Depuis 2013, le moteur Diesel est autorisé dans la catégorie LMP2.
Depuis 2014, en LMP1, la réglementation de la puissance des voitures se fait par une allocation d'énergie spécifique à chaque voiture. Ainsi, le nombre de cylindres et la cylindrée des moteurs sont libres. L'énergie allouée à chaque voiture se fait selon un tableau indiquant le volume de carburant que reçoit la voiture pour un tour. Ce volume dépend principalement de la puissance du système hybride utilisé, qui peut être selon l'ACO jusqu'à quatre fois plus puissant qu'en 2011. De plus, la catégorie est réservée aux voitures biplaces fermées. Ces modifications visent à privilégier le rendement des moteurs, et ainsi diminuer leur consommation de 20 à 30 % par rapport à 2011. Le poids minimum des véhicules hybrides est fixé à 850 kg, les non-hybrides à 830 kg (écuries privées).

## Fin de la catégorie LMP1 - Apparition des «Le Mans Hypercars»
À partir du championnat du monde d'endurance FIA 2021, une nouvelle catégorie nommée Hypercar (H) devient la nouvelle catégorie reine avec les Le Mans Hypercar (LMH) comme règlement technique (ACO/FIA). En 2023, apparaît également le règlement technique (IMSA) Le Mans Daytona h (LMDh), qui implique l'utilisation obligatoire d'un système hybride standard et reprend la réglementation châssis de la catégorie LMP2.
LMH (Le Mans Hypercar) et LMDh (Le Mans Daytona h) constituent les deux composantes de la nouvelle catégorie Hypercar située au sommet de l'endurance. L’objectif de la réglementation est que ces deux types de voiture puissent courir ensemble en FIA WEC et dans la série américaine IMSA WeatherTech SportsCar Championship, et donc disputer à la fois les 24 Heures du Mans et les 24 Heures de Daytona.

## Évolutions dans la catégorie LMP2
Après 12 années de compétition, les LMP2 n'ont plus, en 2024, l'autorisation de concourir dans le Championnat du monde d'endurance FIA (WEC). Elles restent cependant admises aux 24 heures du Mans. 
Dans l'IMSA WeatherTech SportsCar Championship américain, elles sont acceptées jusqu'à la fin de 2025.